# مارغو جونز
مارغو جونز (بالإنجليزية: Margo Johns)‏ هي ممثلة بريطانية (وحملت سابقاً جنسية المملكة المتحدة لبريطانيا العظمى وأيرلندا)، ولدت في 1919، وتوفيت في 29 سبتمبر 2009.

## وصلات خارجية
- مارغو جونز على موقع IMDb (الإنجليزية)
- مارغو جونز على موقع ديسكوغز (الإنجليزية)
- مارغو جونز على موقع قاعدة بيانات الفيلم (الإنجليزية)